# Vênus de Fogo
Vênus de Fogo é um média-metragem brasileiro de 1993, dirigido por Victor Lopes.

## Sinopse
O filme aborda o universo das prostitutas e a proliferação do HIV.

## Elenco
- Giovanna Gold - Valéria Vênus
- Tuca Andrada - Celso Aids
- Luzia Mayer
- Cristina Ribeiro - Kátia
- Susana Vieira - Elizeth
- Zezé Motta - Márcia
- Sandra Barsotti - Paola
- Catarina Abdala - Cora
- Betty Gofman - Cidinha
- Fernanda Abreu - Elisa Negatti
- Stela Freitas - Noemi Albano
- Elke Maravilha - Veruska
- Cristina Pereira - Gracinha
- Hugo Carvana - Eurico Braga
- Marcelo Tas - Maurício Jr.
- Ricardo Petraglia - Renato

## Ligações Externas
- Vênus de Fogo. no IMDb.